# Chegnī Kosh
Chegnī Kosh (persiska: چگينی كش, چگنی كش, Chegīnī Kosh) är en ort i Iran.   Den ligger i provinsen Lorestan, i den västra delen av landet, 300 km sydväst om huvudstaden Teheran. Chegnī Kosh ligger 1 491 meter över havet och antalet invånare är 636.
Terrängen runt Chegnī Kosh är varierad.Runt Chegnī Kosh är det ganska tätbefolkat, med 155 invånare per kvadratkilometer. Närmaste större samhälle är Borujerd, 13,6 km norr om Chegnī Kosh. Trakten runt Chegnī Kosh består i huvudsak av gräsmarker.